# تصویر نگار (فیلم ۱۹۶۴)
تصویر نگار (به انگلیسی: Chitralekha) فیلمی هندی محصول سال ۱۹۶۴ و به کارگردانی کیدار شارما است. در این فیلم بازیگرانی همچون آشوک کومار، پرادیپ کومار، مینا کوماری، محمود علی، آچالا ساچدف و شوبنا سامارت ایفای نقش کرده‌اند.